# آرسه (دوو)
آرسه (به فرانسوی: Arcey) یک کمون در فرانسه است که در canton of L'Isle-sur-le-Doubs واقع شده‌است. آرسه ۱۲٫۵۷ کیلومتر مربع مساحت دارد.